# Dekanat Stanów Atlantyckich
Dekanat Stanów Atlantyckich – jeden z 4 dekanatów tworzących Patriarsze parafie w Stanach Zjednoczonych. Obejmuje 11 parafii znajdujących się w  stanach Floryda, Karolina Północna, Maryland i Pensylwania. Obowiązki dziekana pełni obecnie (2022) ks. John Vass.
Na terenie dekanatu znajdują się następujące parafie:
- Parafia Trójcy Świętej w Baltimore
- Parafia Ikony Matki Bożej „Łagodząca Złe Serca” w Cape Coral
- Parafia św. Mikołaja w Chester
- Parafia św. Andrzeja w Filadelfii
- Parafia św. Michała Archanioła w Filadelfii
- Parafia św. Serafina z Sarowa w North Miami Beach
- Parafia św. Mikołaja w Reading
- Parafia Świętych Piotra i Pawła w Saint Helena
- Parafia Świętych Piotra i Pawła w Scranton
- Parafia św. Grzegorza Teologa w Tampa
- Parafia św. Mikołaja w Wilkes-Barre